# Фонгня-Кебанг
Фонгня-Кебанг (вьет. Vườn quốc gia Phong Nha-Kẻ Bàng) — национальный парк и объект всемирного наследия во Вьетнаме, расположенный в провинции Куангбинь, в 500 километрах к югу от Ханоя и в 50 км от центра провинции — Донгхоя. Парк граничит на западе с лаосским природным заповедником Хин-Намно в провинции Кхаммуан, а в 42 км на восток лежит Южно-Китайское море. Фонгня-Кебанг стоит на известняковом пласте площадью 2000 км² и граничит с другим пластом аналогичного размера, на котором стоит Хин-Намно. Центральная часть парка занимает 857,54 км², а буферная — 1954 км².
Национальный парк был создан для того, чтобы защитить карстовую зону, в которой находится примерно триста пещер и гротов и которая защищает экосистему известняковых лесов Чыонгшонских гор северо-центрального побережья Вьетнама.
Название парка происходит от пещеры Фонгня и леса Кебанг. Плоскогорье, на котором лежит парк, является одним из наиболее характерных примеров сложного карстового ландшафта в Юго-Восточной Азии. В 2003 году парк был включён в список всемирного наследия ЮНЕСКО. В апреле 2009 года членами Британской спелеологической ассоциации была обнаружена самая большая пещера в мире, Шондонг.
Фонгня-Кебанг известен своей системой пещер и гротов общей длиной около 70 км, из которых всего 20 были исследованы британскими и вьетнамскими спелеологами. Из них 17 расположены в районе Фонгня, а три — в районе Кебанг. После событий апреля 2009 года общая длина пещер и гротов оценивается в 126 км. До обнаружения пещеры Шондонг Фонгня обладала несколькими мировыми рекордами — самая длинная подземная река, самая большая пещера и галерея.

## История обнаружения
Тямские надписи на стелах и алтарях свидетельствуют о том, что люди населяли пещеру задолго до того, как эти места захватил Вьетнам во время «экспансии на юг» (Nam tiến, намтьен). В 1550 году появилось первое вьетнамское упоминание Фонгня-Кебанга — Зыонг Ван Ан описал её на Девяти урнах в Хюэ. В 1824 году король Минь Манг присвоил пещере название Дьеу ынг ти тхан (Diệu ứng chi thần, 妙應之神), а короли династии Нгуен называли её Тханхьенлинь (Thần Hiển Linh, 神顯靈).
В конце XIX века Леопольд-Мишель Кадьер, французский католический священник, направился в пещеру с экспедицией. Там он обнаружил тямские надписи. Он назвал Фонгня «первой пещерой Индокитая». В июле 1924 года английский исследователь Бартор утверждал, что Фонгня — непревзойдённая пещера. В 1935 году местный житель случайно обнаружил живописную пещеру в километре от входа в Фонгня, на высоте 200 метров. Её назвали Тьеншон (Tiên Sơn, 仙山, сказочная пещера) или «сухая пещера» из-за того, что по ней не течёт подземная река.
В 1937 году Бюро туризма французской администрации в Хюэ выпустило брошюру, рекламирующую туризм в Куангбине, и туда попала пещера Фонгня. До 1990 года в район пещер было отправлено несколько вьетнамских экспедиций, однако данная местность оставалась загадкой. В 1990 году в исследовании пещеры наступил поворотный момент, в результате чего начались исследования пещеры, которые привели к присвоению звания объекта мирового наследия ЮНЕСКО.

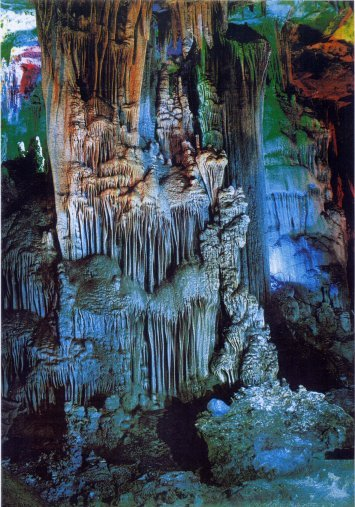
Пещера Тьеншон

В 1990 году Ханойский университет принял предложение о сотрудничестве от Британской спелеологической ассоциации. Первая экспедиция была организована в том же году под руководством Говарда Лимберта. Члены экспедиции обследовали бо́льшую часть пещеры Вом. В 1992 году вторая экспедиция из 12 британских учёных и 6 профессоров Ханойского университета исследовала 7729 метров пещеры Фонгня и 13 690 метров пещеры Вом, а также прилегающие галереи. В 1994 году пещеру посетила третья экспедиция из 11 британских учёных и 5 профессоров Ханойского университета. В 1999 году Вьетнамско-российский тропический центр отправил зоологов и ботаников провести исследования района Кебанг. Благодаря этим трём экспедициям была получена информация, которая помогла местному правительству разработать защитные меры и распланировать туристическое развитие региона.
В 2005 году учёные из Британской спелеологической ассоциации обнаружили новую пещеру, которую назвали «Райской» (động Thiên Đường). Она была названа британскими учёными «самой большой и красивой в регионе Фонгня-Кебанг».
Министерство культуры и информации выпустило 1 июня 2006 года коллекцию марок с изображениями различных пейзажей региона Фонгня-Кебанг.
В апреле 2009 группа британских спелеологов исследовала территорию парка и окрестности. Оказалось, что самое большое помещение пещеры Шондонг имеет более пяти километров в длину, 200 метров в высоту и 150 метров в ширину, что означало, что крупнейшей пещерой в мире является Шондонг, а не Оленья пещера в Малайзии. Кроме этого, они обнаружили 20 новых пещер и гротов.

## География

### Местоположение

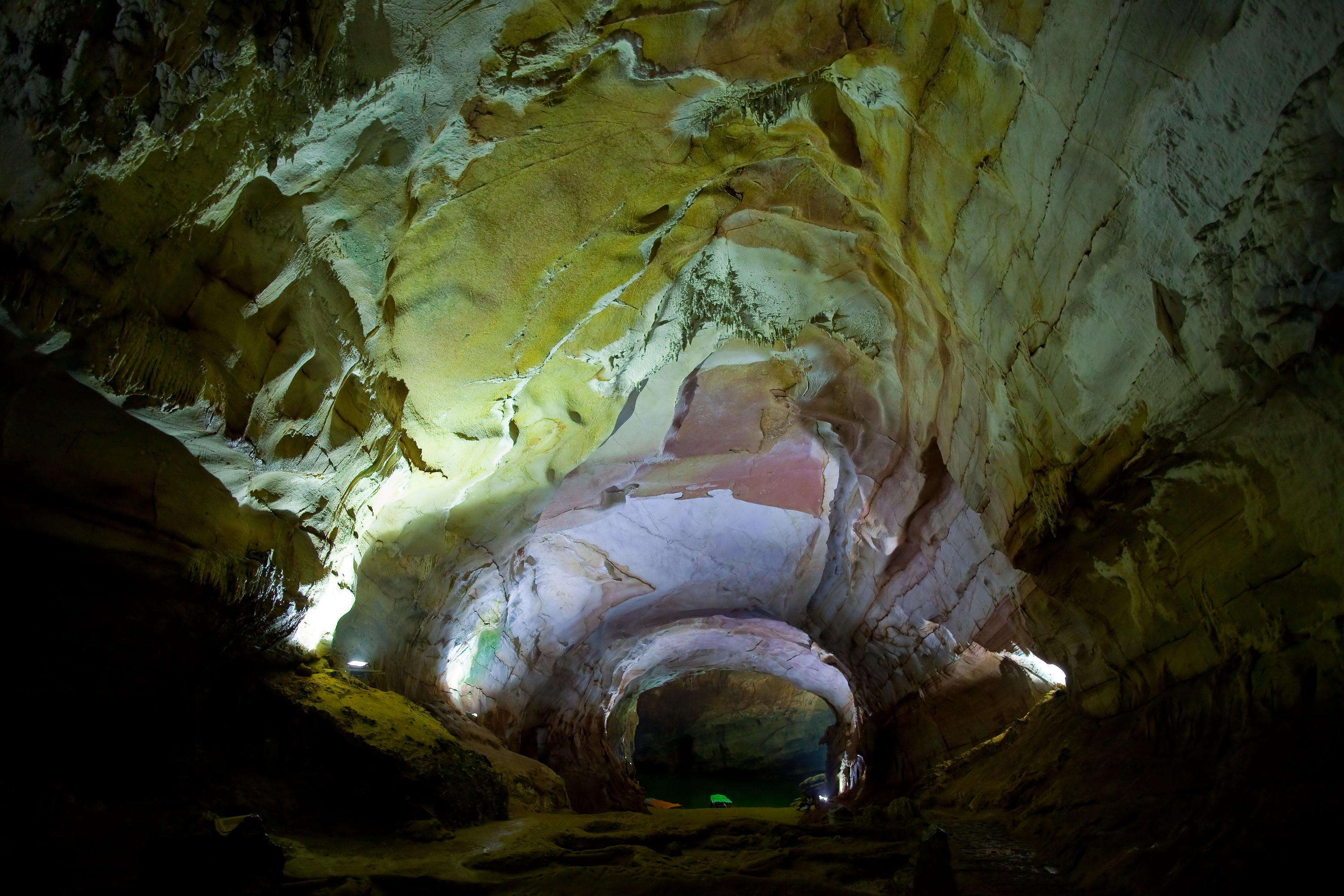
Пещера Фонгня

Фонгня-Кебанг находится в центральной части провинции Куангбинь, в 40 км на северо-запад от административного центра Донгхой. Административно парк расположен главным образом на территории уезда Бочать — на территории общин Танчать (Tân Trạch), Тхыонгчать (Thượng Trạch), Фукчать (Phúc Trạch), Суанчать (Xuân Trạch) и города Фонгня. Однако, на северо-востоке парк находится на небольшой части уезда Миньхоа, а на юге — уезда Куангнинь. Парк граничит с карстовым ландшафтом Хин-Намно в лаосской провинции Кханмуан на западе.
Через северо-западную часть парка проходят скоростные шоссе: шоссе Хошимин (Đường Hồ Chí Minh) (участок длиною около 47 км) и шоссе Хошимин — восток (Đường Hồ Chí Minh Tây) (участок около 40 км). С севера-востока на юго-запад парк пересекает дорога № 20, которая заканчивается пограничным переходом в Лаос До Ханоя по дороге 580 километров на север, а до портового города Дананга — 310 километров на юг. Географические координаты парка — 17°32′14″ с. ш. 106°09′04″ в. д..
Фонгня-Кебанг находится примерно в 30 км к западу от Южно-Китайского моря и шоссе 1A; добраться до парка можно по шоссе или по воде с моря. Рядом с парком находится небольшой аэропорт, на который может приземлиться вертолёт или небольшой самолёт, аэропорт Кхегат (Khe Gát). Северовьетнамская армия пользовалась им во время гражданской войны, особенно в сражении за залив Донгхой.

### Планировка парка
До того как стать национальным парком, Фонгня-Кебанг был заказником площадью 50 км² (официально появился 9 августа 1986 года, к 1991 году увеличен до 411,32 км²). Премьер-министр Вьетнама 12 декабря 2001 года указом 189/2001 189/2001/QĐ-TTG превратил его в национальный парк. Целью этого было сохранение лесных ресурсов, биоразнообразия и научной ценности фауны и флоры региона, особенно редких эндемичных видов. Общая площадь парка — 857,54 км², он разделён на три зоны: строго охраняемая (648,94 км²), восстановительная (174,49 км²) и административная (34,11 км²).

### Климат
Климат Фонгня-Кебанга — тропический, жаркий и влажный. Среднегодовая температура — от 23 до 25 °C, летний максимум — 41 °C, зимний минимум — 6 °C. Самые жаркие месяцы — июнь—август, тогда средняя температура достигает 28 °C, а самые холодные — декабрь—февраль (18 °C). В год выпадает от 2000 до 2500 осадков, 88 % этого количества приходится на период с июля по декабрь. В году бывает более 160 дождливых дней, ни один месяц не обходится без осадков. Среднегодовая относительная влажность воздуха — 84 %.

## Геология

### История образования
Фонгня-кебангский карст эволюционировал с палеозойской эры (около 400 млн лет назад), являясь самым старым карстом в Азии. Он подвергался сильным тектоническим процессам, из-за чего слагающие его пласты перемежаются. Имеются доказательства того, что важную роль в формировании ландшафта сыграли растворы серы и гидротермальная активность, хотя полностью данная гипотеза ещё не доказана. Регион Фонгня-Кебанг является результатом пяти этапов формирования земной коры:
- поздний ордовик — ранний силур (около 450 млн лет назад);
- среднепоздний девон (около 340 млн лет назад);
- карбоно-пермский период (около 300 млн лет назад);
- горнообразовательный период мезозоя;
- кайнозой.

### Геологическая важность
Фонгня-Кебанг — один из двух крупнейших в мире пластов известняка. В сравнении с 41 другими карстовыми объектами мирового наследия Фонгня выделяется геоморфизмом, геологическими и биотическими параметрами. Карсты Фонгня появились в палеозойскую эру, 400 млн лет назад, и являются старейшими в Азии. Если прибавить к площади Фонгня-Кебанга площадь граничащего с ним лаосского заповедника Хин-Намно, то получившийся карстовый лес был бы крупнейшим в Юго-Восточной Азии (317,754 га).
Можно выделить две группы форм рельефа в регионе Фонгня-Кебанг: карстовая и некарстовая. Вторая включает три типа: средневысокие и низкие купольные горы, которые образовались при интрузии магмы; средние денудационно-структурные горные пояса сформировались в обломочных скалах мелового периода; низкоблочные горные пояса образовались в других терригенных скалах. Карстовые формы рельефа в данной местности представляют собой типичный тропический карст двух разновидностей: поверхностные карстовые образования, включая конические и башенный карсты, карры, долины, провалы, внутренние долины и т. д. Подземный карст состоит из пещер.
По сравнению с другими тремя национальными парками, перечисленными в списке всемирного наследия ЮНЕСКО (малайзийским Гунунг Мулу, филиппинской подземной рекой Пуэрто-Принсеса и индонезийским парком Лоненц), а также другими карстовыми регионами Таиланда, Китая. Папуа — Новой Гвинеи, Фонгня-Кебанг — старейший, с наиболее сложными геологическими структурами, разнообразными и сложными подземными реками.

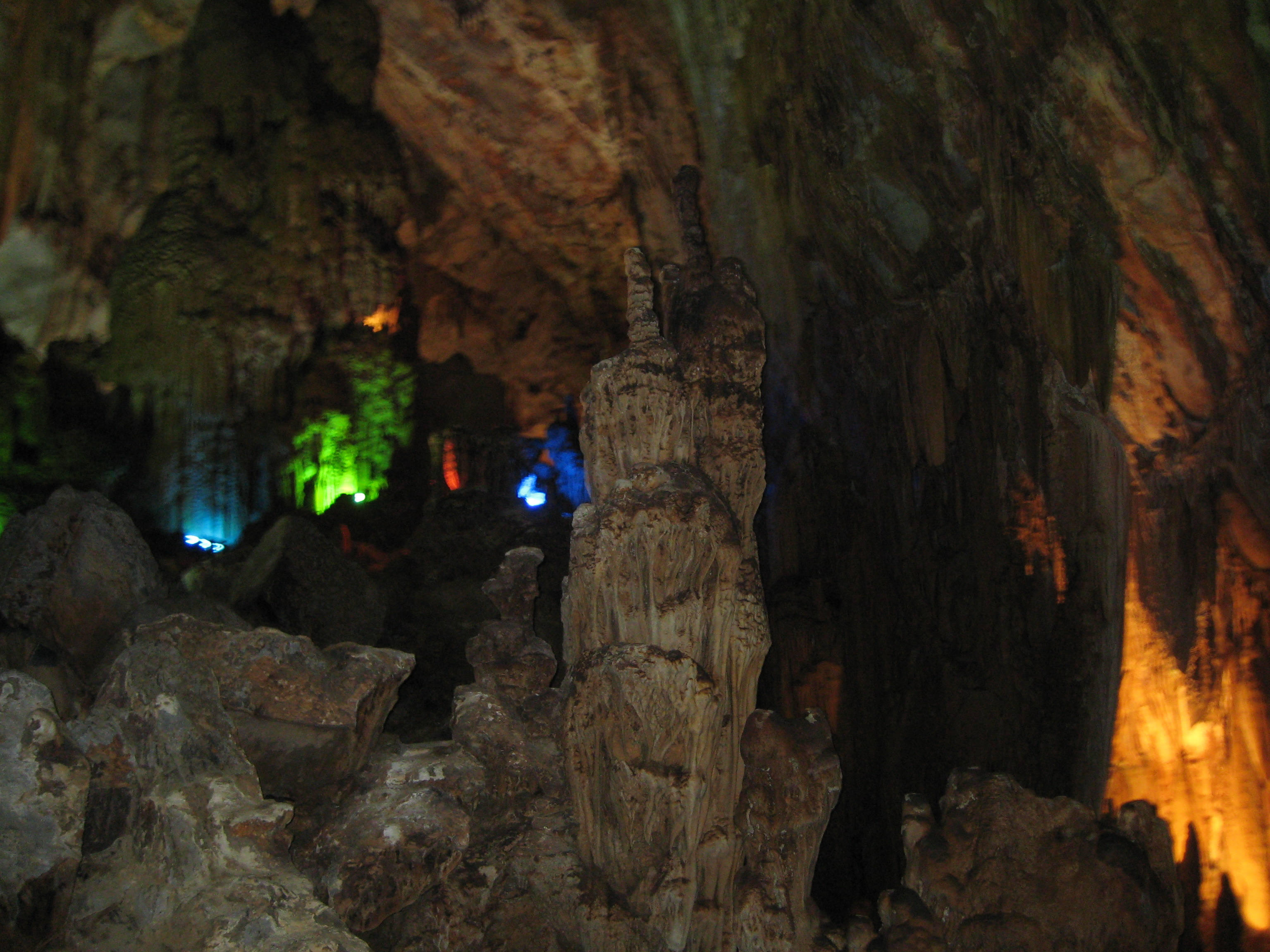
Внутри пещеры Фонгня

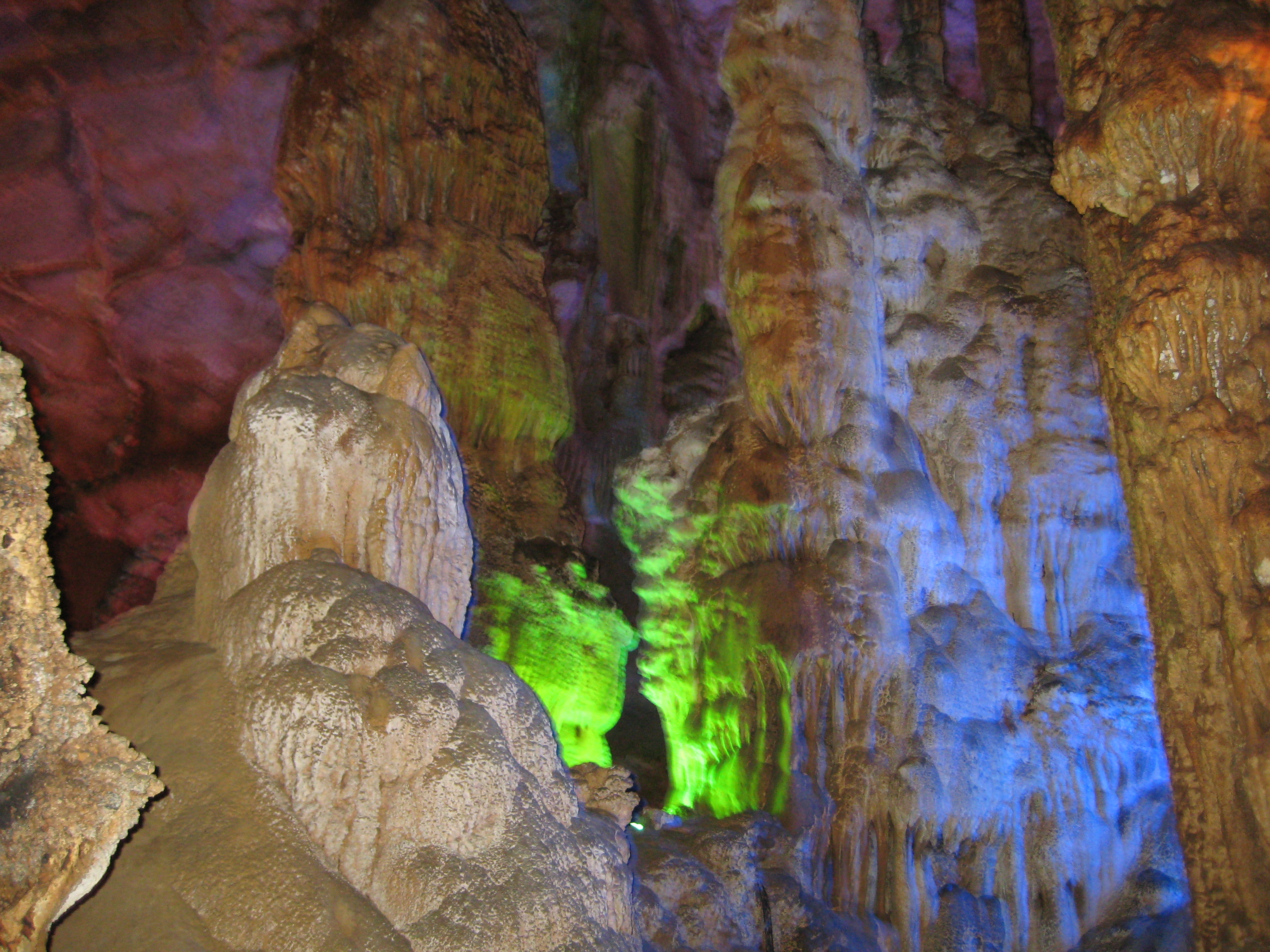
Сталагмит в одной из пещер парка

### Рельеф
На территории парка расположено два десятка горных вершин высотой более 1000 метров. Самые высокие из них — Корилата (Co Rilata), 1128 м, и Копреу (Co Preu), 1213 м. Горы более 800 метров высотой, расположенные в карстовом регионе парка, образуют гряду на вьетнамско-лаосской границе. Выше 1000 метров из них являются пики Футао (вьет. Phu Tạo, 1174 м), Коунет (вьет. Co Unet, 1150 м), Фукань (вьет. Phu Canh, 1095 м), Фумун (вьет. Phu Mun, 1078 м), Футуэн (вьет. Phu Tu En, 1078 м), Фуонтинь (вьет. Phu On Chinh, 1068 м), Фузунг (вьет. Phu Dung, 1064 м), Футуок (вьет. Phu Tu Ôc, 1053 м), Фулонг (вьет. Phu Long, 1015 м), Фуок (вьет. Phu Ôc, 1015 м), Фудонг (вьет. Phu Dong, 1002 м). Среди них также находятся summits 800—1000 высотой: Фушинь (вьет. Phu Sinh, 965 м), Фукочи (вьет. Phu Co Tri, 949 м), Фуонбой (вьет. Phu On Boi, 933 м), Футу (вьет. Phu Tu, 956 м), Футоан (вьет. Phu Toan, 905 м)}, Фуфонг (вьет. Phu Phong, 902 м) и Мама (вьет. Ma Ma, 835 м).
Некарстовые регионы немногочисленны и расположены в основном на северной, северо-восточной и юго-восточной окраинах национального парка. Их высота варьирует в пределах 500—1000 метров, на них имеются углубления и крутые склоны (25—30°). У ручьёв Ам (вьет. Am), Тяло (вьет. Cha Lo), Тюангут (вьет. Chua Ngút) имеются узкие долины, ещё одна подобная форма рельефа расположена близ реки Заотхыонг (вьет. Rào Thương) на южной границе. На северно-южном направлении находятся примчательные summits Футокву (вьет. Phu Toc Vu, 1000 м), (вьет. Mã Tác, 1068 м), (вьет. Cổ Khu, 886 м), (вьет. U Bò, 1009 м), (вьет. Co Rilata, 1128 м); самая высокая гора в некарстовой зоне, а также во всём парке — Копреу (вьет. Co Preu, 1213 м), расположенный на южной границе парка.

### Реки и ручьи

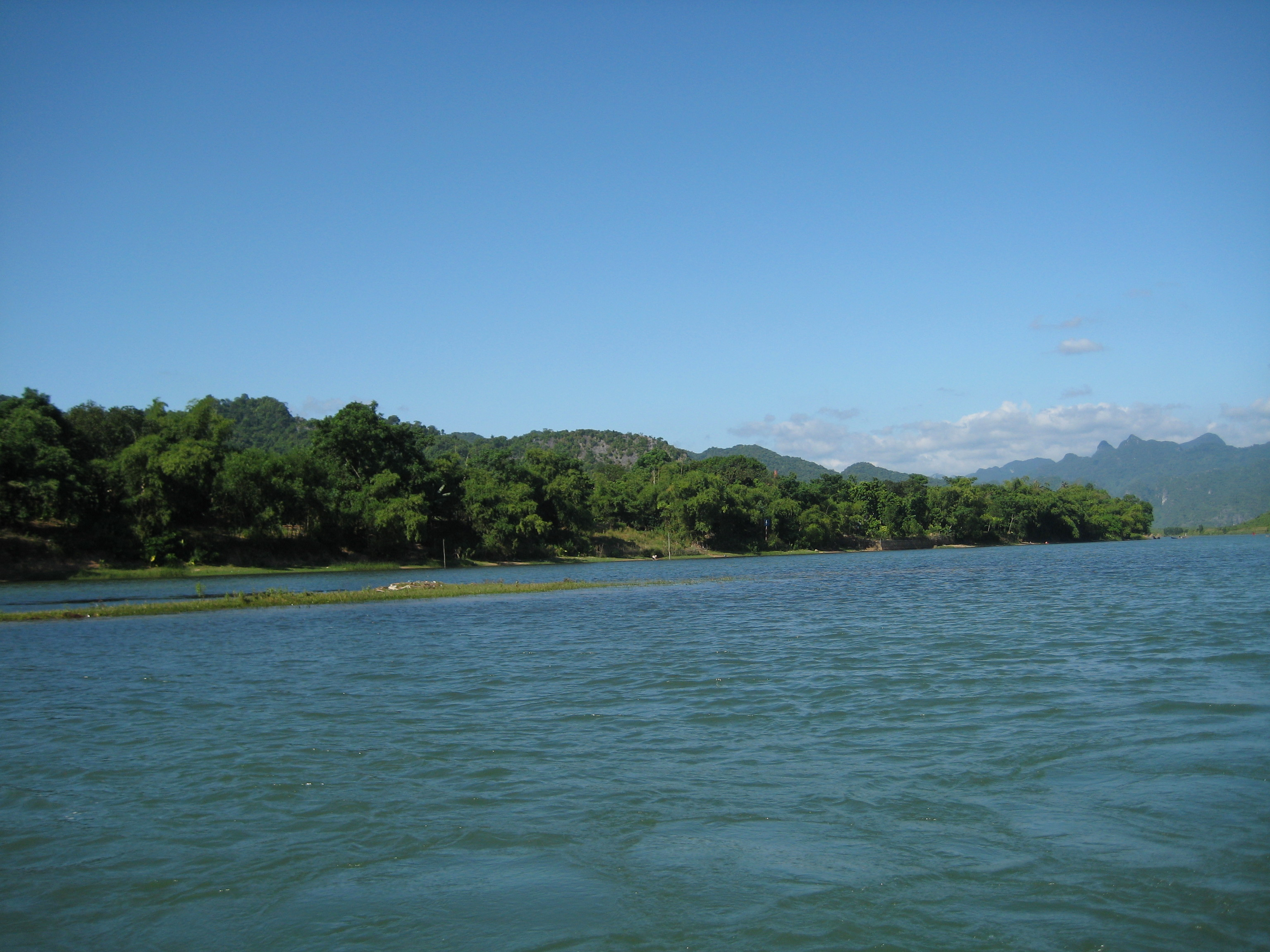
Река Шон

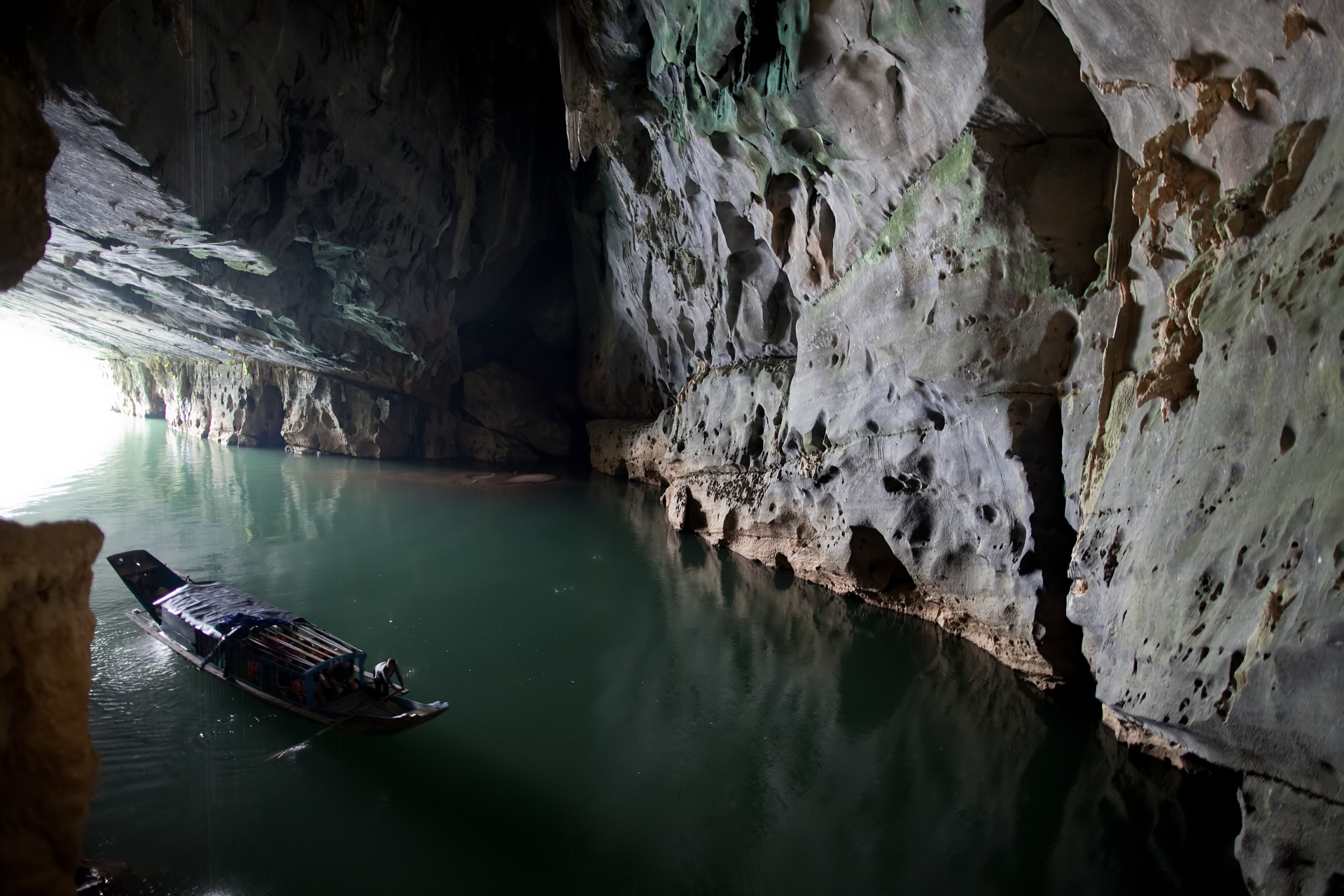
Подземная река в пещере Фонгня

В пещере Фонгня расположена самая длинная в мире подземная река. Шон и Тяй (Chày) — главные реки в национальном парке, они сформировали большинство пещер. Река Шон входит в пещеру Фонгня и протекает по ней; этот участок называют Нам-Аки (вьет. Nam Aki). Она выходит на поверхность в 20 км на юг близ горы Пуфазам (вьет. Pu-Pha-Dam). По Фонгня-Кебангу текут крупные ручьи, образовывающие впечатляющие водопады — Зё (вьет. Gió), водопад госпожи Лоан (вьет. Mệ Loan); крупнейшие ручьи — Мок (вьет. Mọc), извергающийся из известняковых гор, и Чаанг (вьет. Trạ Ang).

## Пещера и гроты
В Фонгня-Кебанге расположена самая большая пещера в мире, помимо других трёх сотен гротов и пещер. До пещеры Шондонг пещера Фонгня была рекордсменом по данным Британской спелеологической ассоциации: ей принадлежали рекорды на самую длинную подземную реку, самую высокую, самую длинную пещеру, самый большой песчаный пляж внутри пещеры, а также на самые впечатляющие сталактиты и сталагмиты. Однако в экспедиции 2009 года обнаружилось 20 новых пещер общей длиной 56 км, включая крупнейшую в мире — Шондонг. Согласно описанию ЮНЕСКО, «Карстовый ландшафт, который начал формироваться ещё в палеозое (примерно 400 млн лет назад), признан древнейшим карстовым районом в Азии. Эта местность в прошлом подвергалась мощным тектоническим воздействиям, что обусловило исключительную сложность структуры современного карстового ландшафта. На обширной территории национального парка, простирающегося до границ с Лаосом, находится такой феномен как 65-километровая пещерная система с подземной рекой».

### Этимология
Название «Фонгня-Кебанг» составлено из двух: названия пещеры Фонгня и леса Кебанг. «Фонгня» — китаизм со значением «ветряной зуб» (кит. 風牙), «зубами» называли сталактиты и сталагмиты, а под ветром понимались потоки воздуха, дующие из пещеры, другая версия заключается в том, что Фонгня — название близлежащей деревни, которое не имеет отношения к зубам или ветру. Последней гипотезы придерживался Ле Куи Дон. Ещё одна теория заключается в том, что название, записывающееся как вьет. 峰衙, горные мандарины, было придумано на основе ассоциации цепи горных вершин с мандаринами, выстроившимися перед императором. Другие названия пещеры Фонгня — Тхэйтьен (вьет. Thầy Tiên) и Чок (вьет. Troóc).

### Фонгня

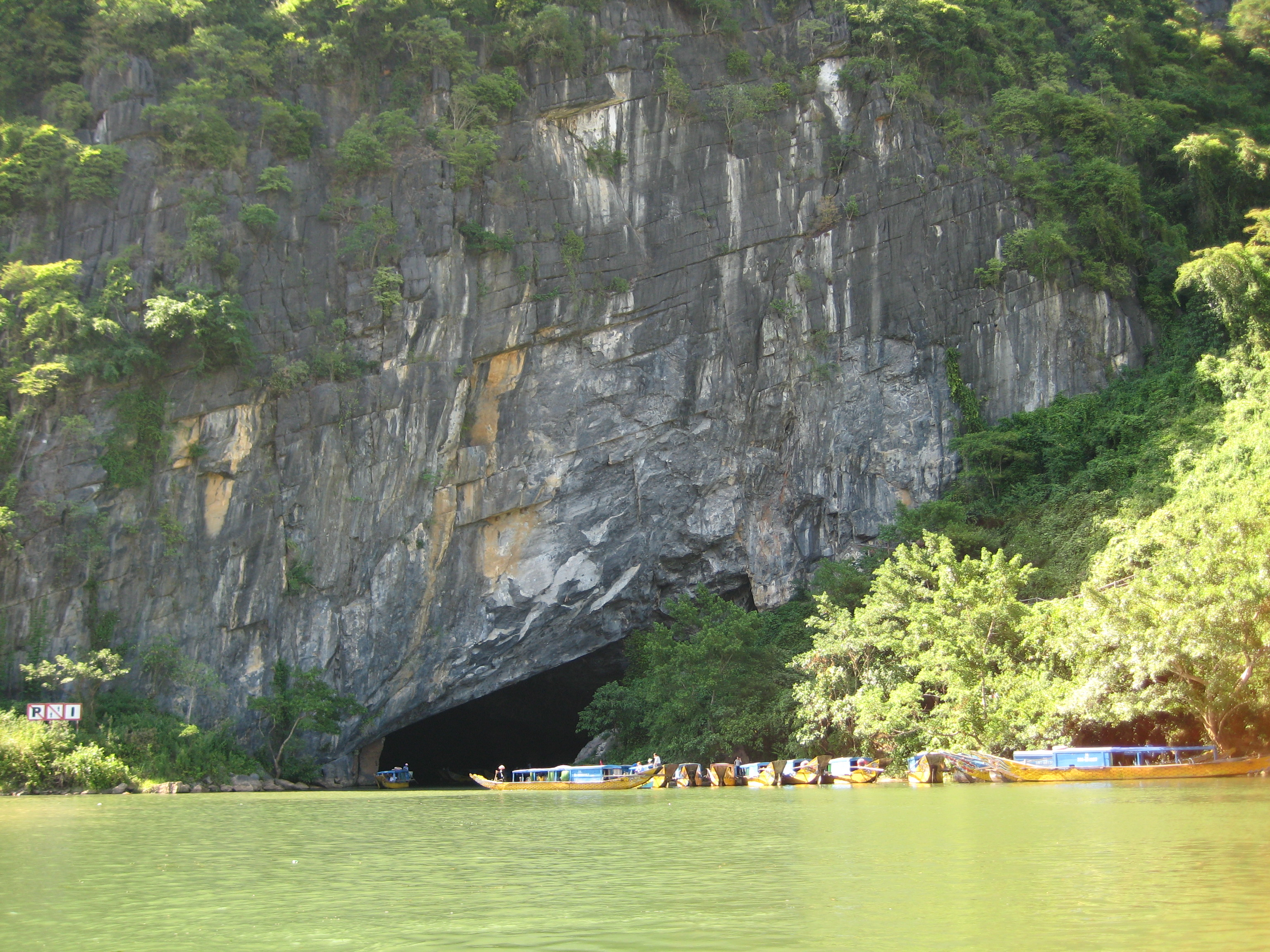
Вход в Фонгня и подземная река

Фонгня получила известность благодаря причудливым каменным образованиям, получившим названия вроде «Лев», «Сказочная пещера», «Королевский двор» и «Будда». Она имеет 7729 метров в длину, содержит 14 гротов и 13 969-метровую подземную реку. Учёные исследовали 44,5 км гротов, а туристы имеют доступ к первым 1500 метрам.
Эта пещера, подобно другим пещерам региона, постоянно изменяется под воздействием протекающей по ней реки Тяй. По мере углубления в пещеру окружающие сталактиты и сталагмиты постепенно начинают сиять под ярким светом, создавая сказочную атмосферу. В Фонгня 14 помещений, соединённых рекой. Побочные коридоры отходят во всех направлениях. Потолок внешней и некоторых внутренних пещер возвышается на 25—40 метров над уровнем моря. Из 14-го помещения отходят коридоры, которые также могут вести в крупные помещения, однако данная часть опасна для исследования, так как там идёт постоянная эрозия известняка. Мелкая пещера расположена в 800 метрах от входа, здесь находится известный лес сталактитов и сталагмитов.
Известные пещеры и гроты Фонгня:
- Тёмная (Hang Tối): расположена в верхнем течении реки Шон близ притока Тяй. Эта пещера имеет 5258 метров в длину и 83 метра в высоту. У входа в пещеру растёт густой лес.
- Страшная (E): 736-метровая пещера, доступная с тропы Хо Ши Мина.
- Тяан (Chà An): 667-метровый грот шириной 15 метров.
- Тхунг (Thung): в высоту иногда превышает 133 метра; по нему течёт 3351-метровая река, текущая от Заотхыонг.
- Ласточка (Én): 1645-метровый грот 78,6 м в высоту.
- Сказочная расщелина (Khe Tiên): расположенный к югу от Фонгня 520-метровый грот.
- Кхези (Khe Ry): расположен к югу от Фонгня. Здесь находится исток ручья Кхези (13,817 км).
- Кхетхи (Khe Thi).

### Система пещер Вом
- Пещера «Арка» (Vòm, Вом): 15,05-километровая пещера высотой 145 метров, внутри находится несколько подземных рек и бассейнов, а также множество примечательных сталактитов и сталагмитов. Британской спелеологической ассоциацией в Вом был обнаружен пролом Танг (Tang) глубиной более 255 метров[31]. Это самый глубокий пролом в стране[32].
- Верхний обруч (Đai Cao): соединяется с Вом. Имеет 1645 метров в длину, 28 метров в высоту.
- Зуот (Duột): соединяется с Дайкао. Длина — 3927 км, высота — 45 м. Внутри расположено несколько песчаных пляжей.
- Рыба (Cá): 1500 м в длину, 62 — в высоту.
- Тигр (Hổ): соединяется с гротом Ка, имеет 1616 метров в длину и 46 в высоту.
- Овер (Over): 3244 метра в длину, 103 м в высоту, 30—50 м в ширину.
- Пигмей (Pygmy): 845-метровый грот с несколькими потоками, извергающимися с возвышенностей.
- Зукказунг (Rục Caroòng): место обитания аремов, они живут в пещерах и занимаются охотой и собирательством[30][33].

### Пещера Тьеншон

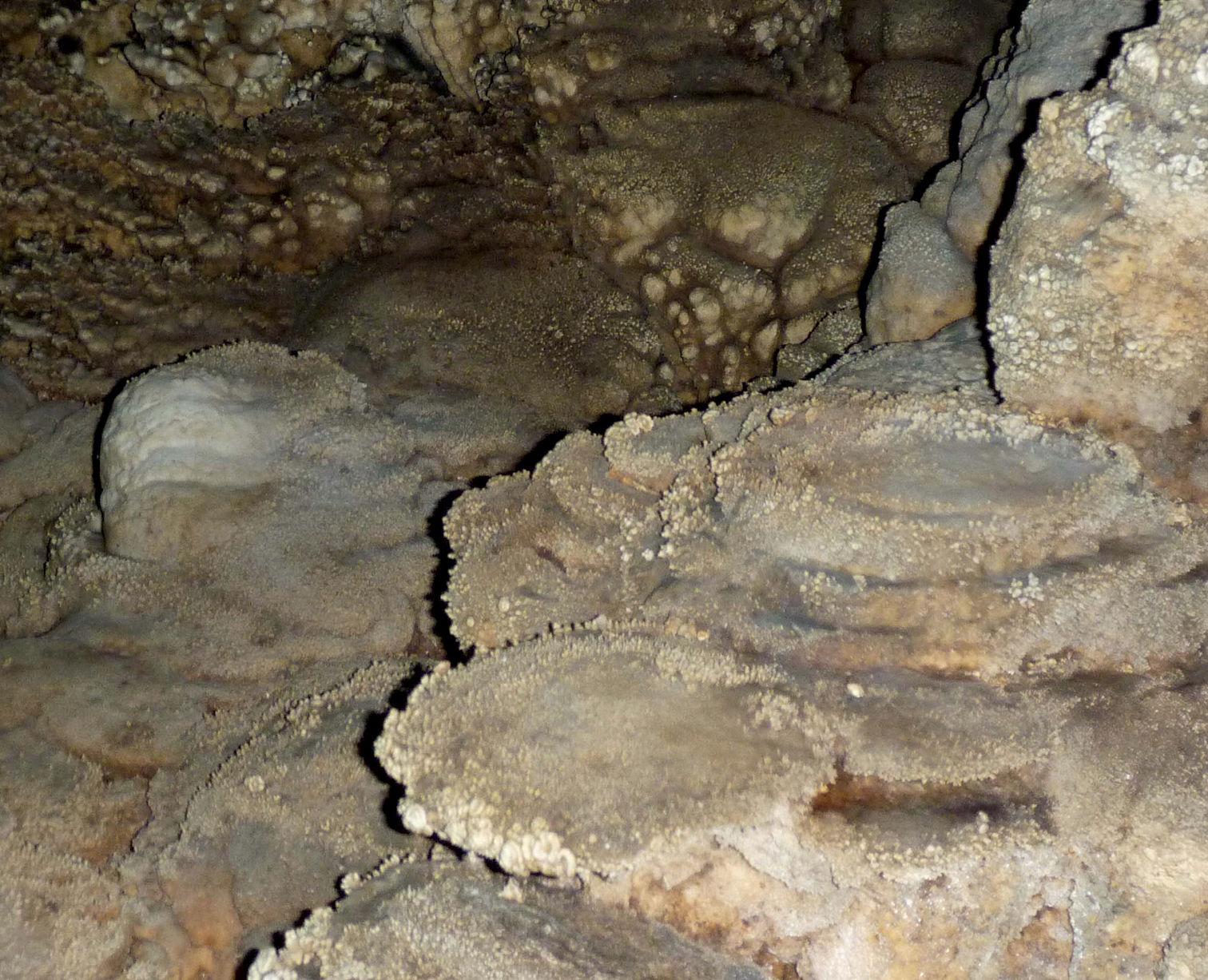
Тьеншон

Эту пещеру случайно обнаружил местный житель в 1935 году. Она расположена в городе Фонгня в уезде Бочать. Вход Тьеншон расположен в километре от пещеры Фонгня, на высоте 200 метров. Тьеншон имеет 980 метров в длину. В 400 метрах от входа находится десятиметровый провал и 500-метровая подземная пещера, из-за опасности доступная только профессиональным спелеологам. Как и в пещере Фонгня, здесь расположено множество фантастически выглядящих сталактитов и сталагмитов. Если ударить их рукой, они производят глухие звуки, похожие на звучание гонгов и барабанов. Согласно британским спелеологам, Тьеншон сформирована десятки миллионов лет назад потоком, промывшим известняк в лесу Кебанг. Поток менял направление вслед за движением почвы, а потом поменяла русло на современное, уйдя в Фонгня. Тьеншон и Фонгня находятся рядом, но не соединены.

### Пещера Тхьендыонг

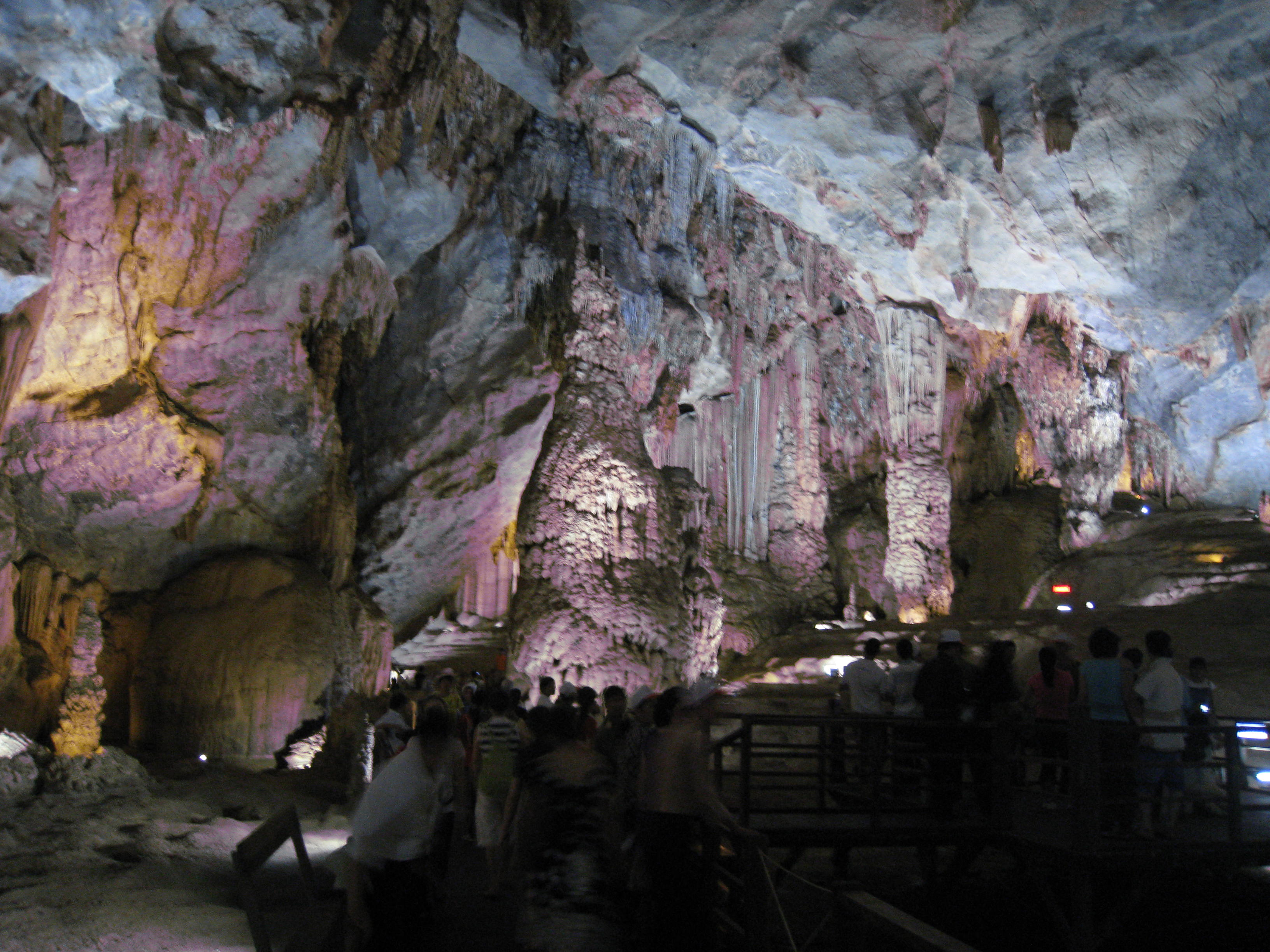
Тхьендыонг

Пещера Тхьендыонг молода по сравнению с другими пещерами Фонгня-Кебанга. До открытия пещеры Шондонг Тхьендонг считалась крупнейшей и самой длинной в национальном парке. Первые пять километров Тхьендонг исследовали члены экспедиции Британской спелеологической ассоциации в 2005 году; через пять лет они завершили исследование 31-километровой пещеры.
Высота Тхьендонг — до 100 м, ширина — до 150 м. Названа «райской пещерой» (перевод названия с вьетнамского) британскими спелеологами, очарованными красотой её сталактитов и сталагмитов. Для туристов пещера была открыта 3 сентября 2010 года благодаря построенной группой Чыонгтхинь (Trường Thịnh) инфраструктуре.

### Шондонг
Пещера Шондонг — самая большая в мире. Самое большое помещение Шондонг имеет более пяти километров в длину, более 200 метров в высоту и 150 в ширину. Оценка длины пещеры затруднялась из-за быстрого потока протекающей по Шондонг реки.
Шондонг была обнаружена местным жителем по имени Хо-Кхань (Hồ-Khanh) в 1991 году. Местные боялись звуков, исходящих из пещеры (их производила подземная река), однако до апреля 2009 года о Шондонг мало что было известно (до экспедиции Британской спелеологической ассоциации под руководством Ховарда и Деба Лимбертов). Их остановила кальцитовая стена.
Согласно Лимбертам, Шондонг в пять раз больше пещеры Фонгня, ранее считавшейся крупнейшей во Вьетнаме. Самое большое помещение Шондонг имеет более пяти километров в длину, 200 м в высоту и 150 в ширину.

## Биологическое разнообразие в парке

### Флора

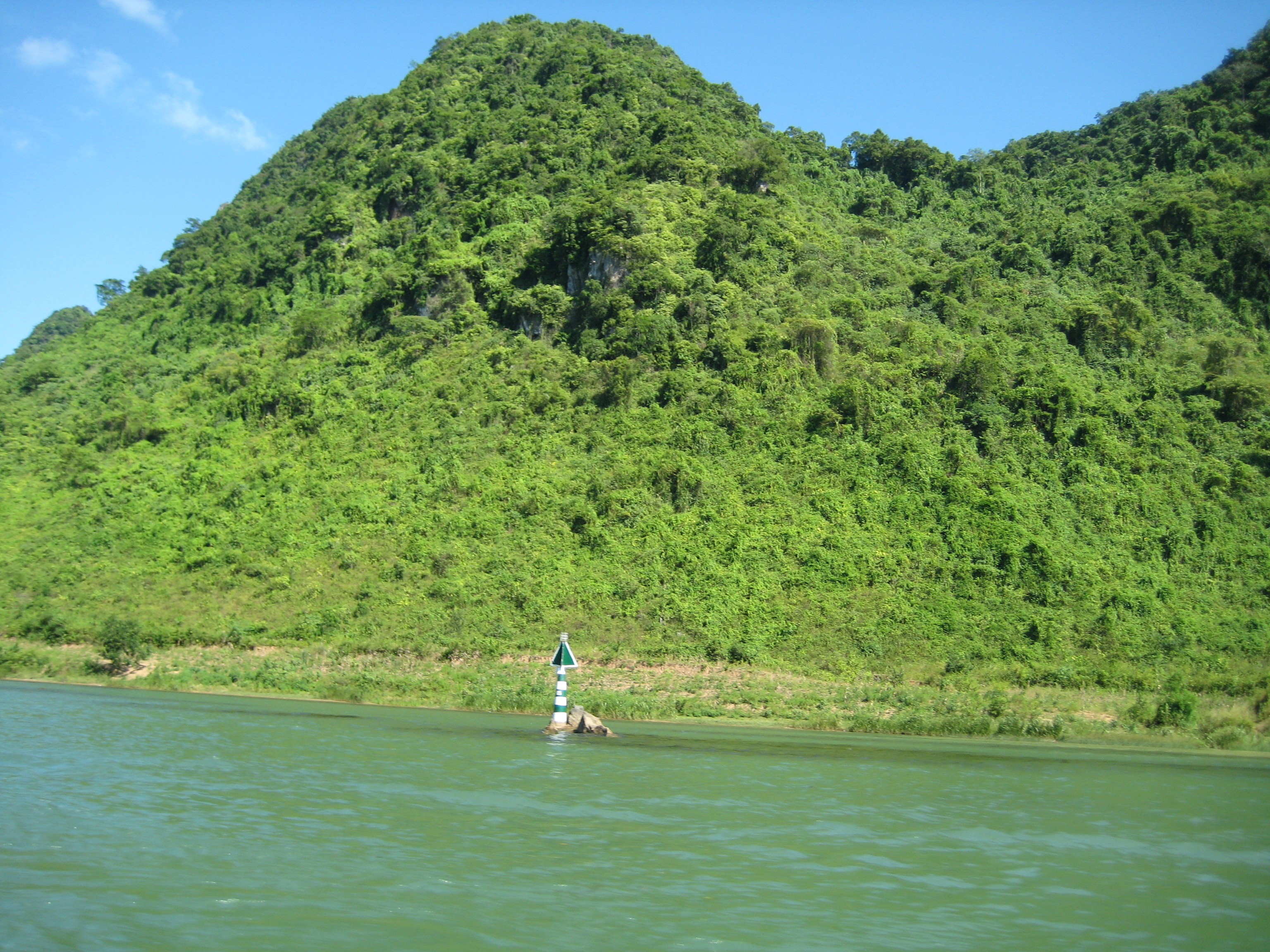
Деревья, растущие на известняке, — типичная флора Фонгня-Кебанга

Парк является частью экорегиона Чыонгшон. Основной тип растительности — густые тропические нелистопадные леса, растущие на высоте ниже 800 метров над уровнем моря — 96,2 % национального парка покрыто лесом, 92,2 % из которого являются нетронутыми. 74,7 % (1104,76 км²) парка покрыто нелистопадными тропическими лесами, растущими на известняке на высоте менее 800 м; 8,5 % (126 км²) — аналогичный лес, растущий на высоте более 800 м; 8,3 % (122.2 км²) — нелистопадный влажный тропический лес, растущий на почве. Согласно первым исследованиям, в лесах Фонгня-Кебанга растёт 751 вид из 427 родов и 140 семейств, из них 36 включены во Вьетнамскую Красную книгу.
Наиболее распространённые деревья — хопея, Dysospyros saletti, Photinia aroboreum, Chukrasia tabularis, Burretionendron hsienmu и Garcinia fragraeoides. Семена могут прорасти только в отверстиях в известняке, где скопилась почва, поэтому восстановление покрова идёт медленно. В лесистой части доминируют Dipterocarpus kerri, Lagerstroemia calyculata, Anogeissus acuminate, Pometia pinnata. Доминирующие семейства — лавровые, чайные, розовые, буковые и голосеменные.
В парке находится растущий на известняке лес калоцедруса крупночешуйчатого площадью 50 км². Он состоит более чем из 2500 деревьев, плотность леса — 60 000 деревьев на км². Это крупнейшее место произрастания калоцедруса во Вьетнаме. Большинству деревьев 500—600 лет. Они отмечены как деревья группы 2A (редкие, ценные породы) в официальном письме 3399/VPCP-NN от 21 июня 2002 года, выпущенном в качестве поправки к правительственному декрету № 48. Ханойский университет вместе с исследовательским центром Фонгня-Кебанг обнаружил 1320 видов в парке, некоторые из них считаются редкими и ценными, в том числе три редких вида орхидей. Среди найденных в парке орхидей — Paphiopedilum malipoense, Paphiopedilum concolor и Paphiopedilum dianthum. В 1996 году Международный союз охраны природы классифицировал эти виды орхидей как находящиеся под угрозой исчезновения в ближайшем будущем.

### Фауна

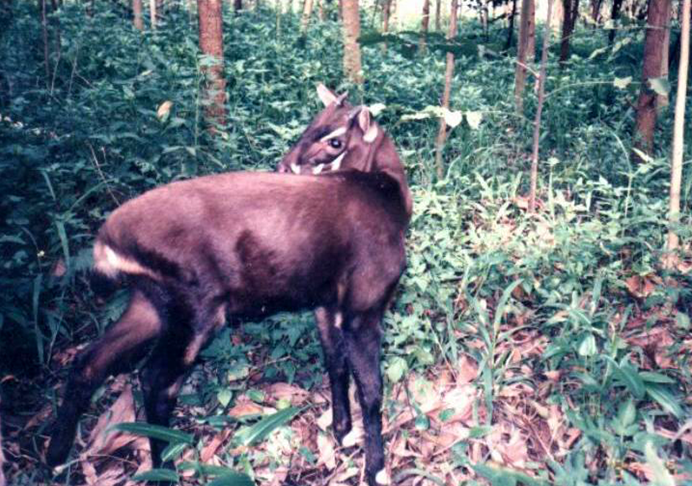
Саола, один из представителей местной фауны

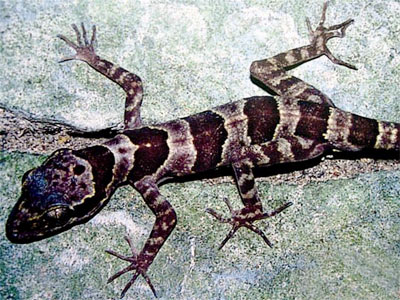
Cyrtodactylus phongnhakebangensis, вид, обнаруженный в парке

Лес является домом для 98 семейств, 256 родов и 381 видов позвоночных. 66 из них упомянуто во Вьетнамской Красной Книге, а 23 других — в Международной красной книге. В 2005 году в парке группой вьетнамских, немецких и российских учёных был обнаружен новый вид гекконов (Lygosoma boehmeiwas). В Фонгня-Кебанге обнаружили гауров и один вид угрей. В парке были обнаружены десять видов, которые ранее не встречались на территории Вьетнама.
В парке живёт крупная популяция приматов — десять видов и подвидов. Среди них находящиеся в опасности белощёкий хохлатый гиббон, медвежий макак, ассамский макак, северный свинохвостый макак. Там живёт одна из крупнейших популяций тонкинского гульмана в стране. Регион также важен как место обитания гололобого гульмана и чёрного лангура — это единственная в мире популяция в охраняемой зоне. Среди других угрожаемых видов парка обыкновенный сероу, лающий мунтжак и саола. Гималайский медведь и малайский медведь также обитают на территории парка. Меньшие местные животные — яванский ящер и недавно обнаруженный Nesolagus timminsii, десять видов летучих мышей, описанных в Красной книге.
Из 59 обнаруженных рептилий и амфибий 18 перечислены во Вьетнамской красной книге, а 6 — в международной Красной книге. Дальнейшие исследования значительно увеличили количество известных видов: в 2013 году было известно 50 видов амфибий 101 вид рептилий. Среди 72 видов рыб, живущих в парке, имеется четыре эндемика, в том числе Danio quangbinhensis. В Фонгня-Кебанге живёт более 200 видов птиц, включая несколько редких (например, короткохвостая тимелия, Stachyris herberti, птица-носорог Тикелла, ошейниковый зелёный дятел, Brown Hornbill, Sooty Babbler и короткохвостая тимелия. Есть данные о том, что на территории парка живут лофура Эдвардса и королевская лофура. Исследование, проведённое российскими и вьетнамскими учёными из Вьетнамско-российского тропического центра, финансированное WWF, описало 259 видов бабочек из 11 семейств. Почти все основные таксоны вьетнамских бабочек обитают в парке.

## Историческая важность
Самые ранние следы человеческого пребывания в этом регионе — неолитические топоры и подобные артефакты, оставленные в пещерах. В пещерах имеется некоторое количество древних тямских иероглифов. В 1995 году Вьетнамский археологический институт обратил внимание на то, что данный регион может нести исключительную историческую важность, а также что руины в гроте Бики (Bi Ký) могут быть остатками тямской мечети IX—IX века. Внутри пещеры Фонгня находят тямскую керамику, красные вазы с узкими розовыми горлышками в форме лотосов.
В 1899 году французский миссионер Леопольд Кадьер (фр. Léopold Cadière) изучил местные традиции и культуру обитателей региона побережья реки Шон. В письме к Французскому институту Дальнего Востока он утверждал, что эти места важны в историческом аспекте. В начале XX века спелеологи из Франции и Великобритании обнаружили несколько тямских и вьетнамских реликвий, в том числе алтарь, стелы, иероглифы, скульптуры, каменные статуи, китайские вещи. Король Хам Нги построил в этих местах базу для вьетнамского сопротивления французам.

## ЮНЕСКО

### Номинация 2003 года
В первый раз Фонгня-Кебанг был номинирован на звание объекта мирового наследия в 1998 году. Досье, составленное вьетнамским правительством, предполагало придание статуса заказнику Фонгня за соответствие критериям био- и георазнообразия, а также уникальной красоты (критерии I и IV).
В январе—феврале 1999 года Международный союз охраны природы провёл полевые исследования в парке. На встрече в июле того же года Бюро оценки заключило, что заказник Фонгня удовлетворил бы критериям I и IV, если бы его площадь была увеличена за счёт добавления леса Кебанг и окружающей инфраструктуры. Бюро также заключило, что Фонгня-Кебанг является частью чрезвычайно древнего и сложного карстового плато с высокой степенью георазнообразия, включающего также карст Хин-Намно. Заказник покрыт тропическим лесом с высокой степенью биоразнообразия и большим количеством эндемиков. Недостаток исследований означает, что важность биоразнообразия и геологической структуры этих мест невозможно полноценно оценить. Бюро пришло к выводу о том, что заказник Фонгня не удовлетворяет критериям объекта мирового наследия.
В 2000 году правительство страны отправила на рассмотрение исправленную номинацию, в которую была включена гораздо бо́льшая территория. В это время Национальное собрание и правительство Вьетнама сообщили о создании шоссе «Хошимин» и дороги, соединяющей его с шоссе № 20, которая проходила бы по центральной части Фонгня-Кебанга. Эта новость вызвала опасения за состояние парка, и многие международные организации, включая Международный союз охраны природы и Fauna and Flora International обратились к правительству с просьбой пересмотра плана строительства ввиду отрицательного влияния на биоразнообразие. Из-за этого инцидента ЮНЕСКО не рассматривало вторую заявку.
В мае 2002 года правительство передало в ЮНЕСКО исправленную заявку вместе с анонсом решения премьер-министра об изменении статуса Фонгня-Кебанга с заказника на национальный парк и увеличении площади до 857,54 км²; кроме того были предоставлены сведения о проектах, нацеленных на сохранение и развитие парка, а также исправленные карты. Площадь Фонгня-Кебанга в исправленной заявке была меньше, чем в заявке 2000 года.
На 27-й сессии генеральной ассамблеи ЮНЕСКО, проходившей с 30 июня по 5 июля 2003 года, парку Фонгня-Кебанг был присвоен статус объекта мирового природного наследия, за это проголосовали делегаты из более чем 160 стран-членов конвенции ЮНЕСКО. Парк признан соответствующим критериям, так как является крайне важным для понимания геологической, геоморфической и геохронологической истории региона.

### Пересмотр
Национальный совет по вопросам культурного наследия рекомендовал премьер-министру вторично подать запрос в ЮНЕСКО, чтобы получить статус мирового культурного наследия за биоразнообразие. После одобрения третьей заявки правительство продолжало собирать документы для этого. Согласно отчёту WWF за 2000 год, Фонгня-Кебанг является одним из 200 мировых центров биоразнообразия в мире и одним из 60 важнейших вьетнамских святилищ.
На закрывающей конференции Национального совета по вопросам культурного наследия учёные, принимавшие в ней участие, высказались в поддержку собранных документов, сочтя биоразнообразие парка уникальным по сравнению с другими объектами мирового культурного наследия.

## Туризм

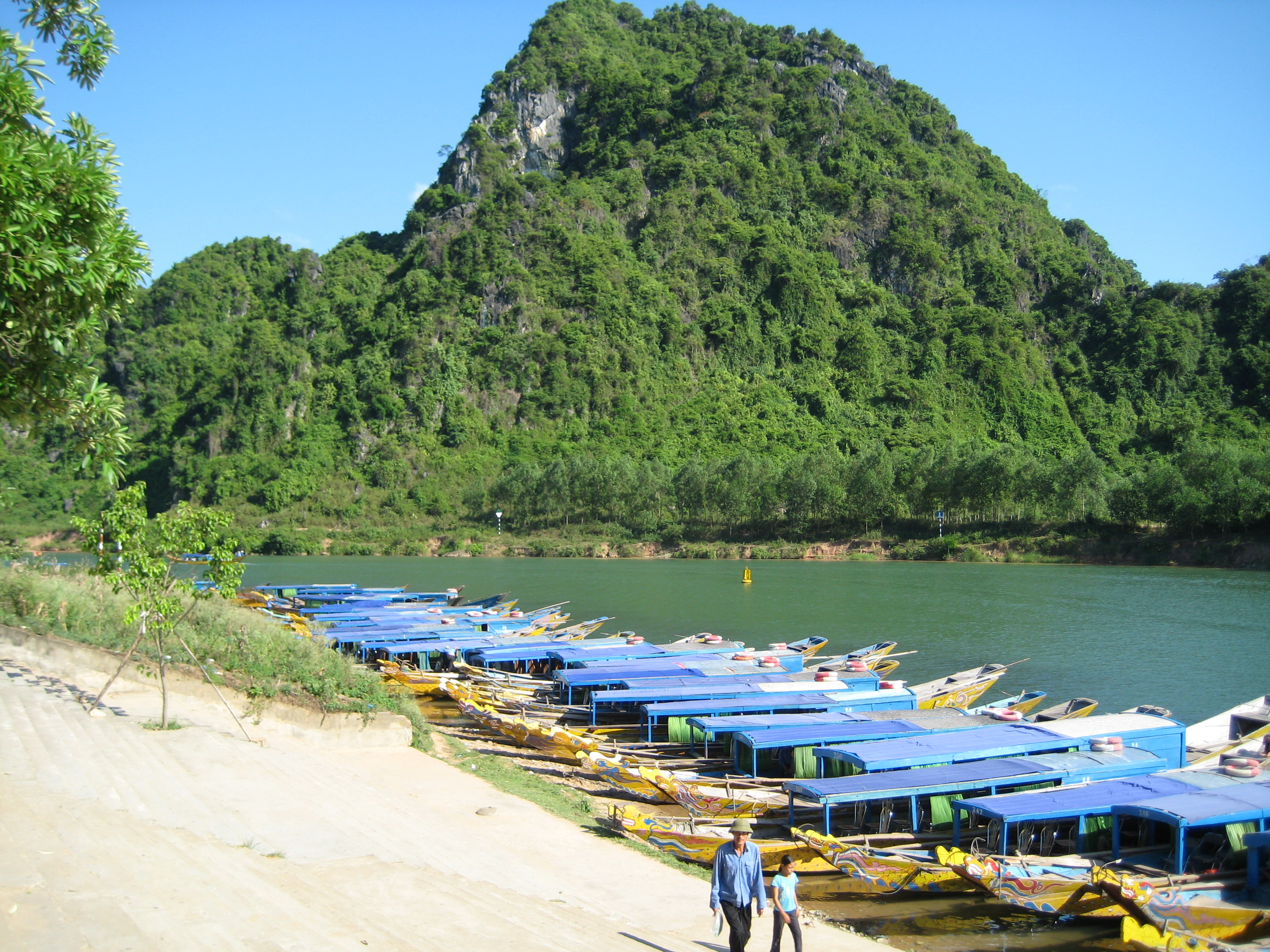
Лодки для туристов

С момента включения Фонгня-Кебанга в список ЮНЕСКО количество туристов сильно возросло. Провинция Куангбинь инвестирует в парк средства, чтобы превратить его в одну из главных туристических достопримечательностей страны.
До Фонгня-Кебанга можно добраться по шоссе 1A, шоссе «Хошимин» (580 км от Ханоя, 50 км от Донгхоя, 210 км от Хюэ), по железной дороге Север—Юг с вокзала Донгхой, на самолёте из аэропорта Донгхой, расположенного в 45 км от парка. Туристы должны приобрести входные билеты, в цену которых включена стоимость транспортировки на лодках. Экологический тур оплачивается отдельно. Посетителей перевозят на лодках вверх по реке Шон к пещерам Фонгня и Тхьендыонг.
В парке работает несколько экотуристических проектов, он вместе с Хюэ, центральновьетнамской культурой гонгов, Мишоном, музыкой няняк и Хойаном принимает участие в кампании по привлечению туристов.
В парке доступно множество видов туристической деятельности:
- походы в пещеры;
- экотуризм, исследование местной флоры и фауны[57];
- альпинизм, горный туризм;
- сплав по реке Тяй;
- посещение водопадов, в том числе 50-метрового водопада Тяй (Chài);
- посещение местных достопримечательностей: Буйволового поля (Ràn Bò, занбо), на котором пасутся дикие быки; Горизонтального источника (Nước Ngang); Лежащего камня (Ðá Nằm), блокирующего поток источника; Разделочной доски (Chân Thớt) — камня соответствующей формы, Ныокчой (Nước Trồi), источника, вытекающего из земли.

В 2004 году у Туристического центра в собственности было 248 лодок. Он создал 500 рабочих мест. В 2000 году центр запустил программу переквалификации дровосеков в фотографы, на 2004 год её прошло более 300 человек.
Фонгня-Кебанг, бухта Халонг и Фаншипан являются одними из кандидатов на получение звания нового природного чуда света. В голосовании 12 февраля 2008 года Фонгня-Кебанг получил 10-е место. В январе 2009 года газета Los Angeles Times включила парк в список «29 мест, которые нужно посетить в 2009 году».

## Проблемы управления
Штат парка включает всего 115 человек, включая зоологов, ботаников, лесоводов и социоэкономистов. Они не могут налагать штрафы и не имеют требуемого оборудования (вертолётов), а парк недостаточно финансируется, что приводит к трудностям в противостоянии естественным и рукотворным угрозам.
В полудикой зоне размером 0,18 км², ограждённой колючей проволокой под напряжением, размещены приматы. Создание зоны произошло при содействии Франкфуртского зоологического общества и имело целью защитить обитающие здесь 10 видов приматов, в том числе тонкинский гульман, гололобый гульман, немейский тонкотел.

### Угрозы биоразнообразию
В центральной части парка находится две деревни — аремская и макунгская. В буферной зоне живёт 52 000 человек, эксплуатирующих лес. С увеличением количества туристов увеличилось загрязнение воды и земли мусором. Основной угрозой биоразнообразию является охота, так как местные жители потребляют много мяса. Их деятельность уже вызвала значительное ограничение численности кабанов, бинтуронгов и приматов. В то время, как власть не предпринимает никаких действий для предотвращения охоты, местные чиновники и работники полиции владеют ресторанами, где подают мясо диких животных, пойманных в парке. В парке не проводится никаких мер для сохранения численности тигров, слонов и буйволов.
Редкие угри, к примеру, двухцветный речной угорь и мадагаскарский речной угорь вылавливаются и в больших количествах поедаются в ресторанах, так как местные жители считают их средствами для улучшения потенции.
Интенсивная вырубка редких породе дерева (чёрное дерево, Dalbergia rimosa, масляных пород, к примеру, Cinnamomum balansae, ротанга и других) привела к их исчезновению во многих частях парка. Популяцию летучих мышей постоянно тревожат туристы. Шоссе «Хошимин» и 20-е шоссе, пересекающие края парка, и соединяющая их дорога, которая идёт по центральной части парка, также угрожают дикой природе Фонгня-Кебанга, особенно популяциям лангуров. Во время строительства шум заставил лангуров и других приматов уйти из привычных мест обитания.
Из-за плохого управления в некоторых участках парка лес вырублен, кое-где полностью. Известняк Фонгня-Кебанга добывают в коммерческих целях, а администрация не предпринимает никаких шагов для того, чтобы воспрепятствовать этому.
Правительство провинции одобрило строительство 3600-мегаваттной угольной электростанции в деревне Виньшон (Vĩnh Sơn), расположенной в 40 км от парка. Электростанция будет загрязнять воздух и воду Фонгня-Кебанга. В сухой сезон парку постоянно угрожают пожары.

### Землепользование в соседних районах
Управление землепользованием и регулирование коммерческой деятельности происходят неорганизованно. Участки земли продают частным лицам, не сообщившим о целях приобретения, что привело к формированию трущоб близ входа в парк. Схема использования прилегающих к парку 2 км² земли подверглась критике со стороны множества экспертов за отсутствие долгосрочного планирования. В ответ местная администрация сообщила о намерении нанять признанных специалистов-планировщиков для разработки схемы.

### Международное финансирование
Правительство Германии объявило 3 ноября 2005 о том, что выделит 12,6 млн евро на финансирование менеджмента парка с целью защиты его биоразнообразия. В 2007 году Германия передала ещё 1,8 млн евро на цели защиты парка.
Fauna and Flora International пожертвовали 132 000 долларов США правлению парка для сохранения приматов. В 1998 году эта же организация провела обучение управляющего персонала. Британская комиссия по вопросам международного развития (англ. British Commission for International Development) спонсировала созданный WWF фонд, нацеленный на защиту Фонгня-Кебанга и Хин-Намно. FFI получила финансирование от британского Департамента окружающей среды для проведения кампании, нацеленной на повышение осведомлённости о защите биоразнообразия среди местных жителей и туристов.